# David Shankle
David Shankle (7 marzo 1962) è un chitarrista statunitense che ha suonato con le band Manowar e David Shankle Group.

## Carriera
David, precedentemente membro della band Paradoxx con la quale era apparso nella compilation Chicago Class Of '85 contribuendo con la canzone "Night Ryder", entrò a far parte dei Manowar nel 1989 e nel 1993, abbandonando in seguito la band per continuare un progetto heavy metal con il suo gruppo David Shankle Group. Ha prodotto con i Manowar l'album The Triumph of Steel e due cd con la sua band.
In quanto a tecnica chitarristica, vanta una notevole velocità d'esecuzione sullo strumento.